# 창가의 토토
《창가의 토토》(일본어: 窓ぎわのトットちゃん 마도기와노 토토짱[*])는 아사히-TV에서 근 30여년째 <테츠코의 방>을 진행하고 있는 토크쇼 진행자이자 여배우 구로야나기 테츠코가 자신의 어린 시절을 적은 자전소설이며 대안교육 운동에 불씨를 지핀 책이다.
일본출판계에서 최고의 판매부수를 기록한 책(단행본 부문)으로 기네스북에 올라있으며, 아직까지 이 기록은 깨어지지 않고 있다. 대한민국에서는 2000년에 김난주의 완역을 통해 프로메테우스 출판사에서 정식으로 번역·출판하였으며, 일본의 국보급 삽화가로 평가받는 故이와사키 치히로의 삽화 20점이 수록되어 있다. 현재까지 34개국에 정식으로 번역출간되었으며, 최근에 가장 늦게 소개된 중국에서도 200만부 이상이 팔려나가는 베스트셀러로 화제를 모으기도 했다. 2015년엔 김영사에서 일러스트판 창가의 토토가 출간되기도 했는데, 이 책은 텍스트를 축약한 대신 이와사키 치히로의 그림이 대폭 수록되었다. 어린이 출판사인 효리원에서도 《창가의 토토짱》(황지영 그림, 효리원 펴냄)으로 번역하여 펴내었다.

## 줄거리

### 입학
테츠코(이하 토토)가 어린이 고유의 개성과 다양성을 존중하지 않는 학교 교육에 적응하지 못하자, 엄마는 딸이 개성을 존중받을 수 있도록 도모에 학원에 입학시킨다. 고바야시 소사쿠(일본어: 小林宗作) 교장 선생님은 어린이 토토짱이 늘어놓는 이야기들을 모두 들어주는 분이어서, 토토와 토토 엄마 모두 학교가 마음에 들었다. 수업 첫날 토토는 학교 수업이 신기하고 재미있다는 것을 알았다. 일반 학교에서는 수업 시간표대로 수업해야 했지만, 도모에 학원은 교사가 그날 공부할 과목과 과제를 칠판에 적으면 자신이 좋아하는 공부부터 자유롭게 하는 곳이었다. 학생들이 스스로 결정하고 행동하는 권리를 존중하는 도모에 학원의 교육은 당시 도조 히데키 내각과 일본 제국에 곧 전체주의에 거슬리는 것이었으나, 정부의 묵인하에 정상적인 수업이 이루어질 수 있었다.

### 자람
덕분에 도모에 학원을 다니면서 토토는 다양한 개성을 가진 친구들도 사귀었고, 수영, 운동회 같은 체육수업을 할 때는 지체장애(신체장애를 다르게 부르는 말, 대한민국에서는 장애인으로 인정하는 복지카드에서 신체장애를 지체장애라고 적고 있다.)를 가진 친구들인 야스아키(소아마비 장애인.어릴적에 죽었던 터라, 도모에 학원 학생들과 교장선생님이 성당에 가서 조문한 이야기가 나온다.), 다카하시(다리가 무탈하게 자라지 못해서 키가 자라지 못하는 장애인 즉, 왜소증을 가진 장애인이다.)도 같이 수업을 받았다. 학교에서 보내는 주말 캠프, 금붕어가 헤엄치는 연못, 엄마가 완두콩, 계란말이, 덴부(생선살을 잘게 찢어서 설탕으로 맛을 낸 어묵볶음)싸 준 맛있고 예쁜 도시락 자랑, 교실로 쓰는 폐전차가 들어온 날, 농업노동자가 선생님이 되어 조그마한 밭을 일구고 씨를 뿌린 날 등 도모에학원은 어린 토토짱에게 다양한 추억을 만들어주었다. 또한 아빠가 바이올린 연주를 하시는 오케스트라에 가서, 히틀러의 유대인 박해때문에 일본에 망명한 로젠슈토크씨가 지휘자로 활약한 이야기도 있다.

### 전쟁
하지만 전쟁 때문에 슬픈 일들이 벌어지기 시작했다. 학교 일을 돕던 선생님의 징집, 양심에 따라 군인들을 위로하는 음악을 할 수 없다고 선언한 아빠의 음악가로서의 고민이 그것이었다. 도모에 학원입학 첫날 전차정거장까지 마중나올 정도로 좋은 친구였던 저먼 셰퍼드 로키가 집을 나가 없어진 일도 있었다. 하지만 가장 슬픈 일은 도모에 학원이 도쿄 대공습 때문에 어쩔 수 없이 문을 닫은 것이었다. 다행히 인명피해는 없었지만, 학교가 불타 고바야시 선생님이 돌아가실때까지도 대안 교육이 장점인 도모에 학교는 재건되지 못했다. 토토 가족은 결국 도호쿠 본선을 이용해 아오모리현으로 피난가면서 이야기는 끝이 난다.

### 저자의 글
김난주 씨가 번역한 한국어 버전에는 저자가 어른이 된 후에 고바야시 소사쿠 선생님을 비롯한 선생님들과 도모에 학원을 같이 다닌 친구들에 대해 들려주는 이야기가 있다. 타이는 물리학자가 되었고, 오에는 동양란 전문가가 되었다고 한다.

## 평가
출간 첫해 500만부, 지금까지 950만부를 상회하는 판매부수를 기록해 지금도 일본에서 가장 많이 팔린 소설로 기네스북에 올라가 있기도 한 명작이다.
출간 당시 학생들의 생각과 개성을 존중하는 진보교육의 열풍이 불게 하였다는 평가를 받았다. 세계 34여개국에 소개되어 10대에서부터 40대에 이르기까지 토토짱 신드롬을 낳기도 했다. 한국에서는 2000년에 프로메테우스출판사를 통하여 정식으로 한국어판이 번역출간되었는데, 특히 일본의 저명한 화가 겸 일러스트레이터인 이와사키 치히로의 작품들이 삽화로 수록되어 있다. 한국어판의 번역은 김난주가 맡았다. 코르체크 문학상과 페스탈로치 교육상을 수상했던 이 책의 저자 구로야나기 테츠코는 일본에선 30년이상 자신의 이름을 건 토크쇼 프로그램을 진행하며 철의 여인으로 불리는 유명방송인이며, 이 책으로 인해 아시아 최초의 유니세프 친선대사로 임명되었다. 고희를 넘긴 테츠코는 팬더를 무척이나 사랑하며, 지금도 독신으로 로봇 강아지와 함께 살고있다.